# Episodi di Tutti amano Raymond (sesta stagione)
La sesta stagione della serie televisiva Tutti amano Raymond è stata trasmessa in prima visione negli Stati Uniti d'America da CBS dal 24 settembre 2001 al 20 maggio 2002 e in Italia da Italia Teen Television dal 4 novembre 2004.
| nº | Titolo originale        | Titolo italiano        | Prima TV USA      | Prima TV Italia |
| -- | ----------------------- | ---------------------- | ----------------- | --------------- |
| 1  | The Angry Family        | La famiglia arrabbiata | 24 settembre 2001 | 4 novembre 2004 |
| 2  | No Roll!                | Lancia i dadi          | 1º ottobre 2001   | 5 novembre 2004 |
| 3  | Odd Man Out             | Amico nemico           | 8 ottobre 2001    | 6 novembre 2004 |
| 4  | Ray's Ring              |                        | 15 ottobre 2001   |                 |
| 5  | Marie's Sculpture       |                        | 22 ottobre 2001   |                 |
| 6  | Frank Goes Downstairs   |                        | 29 ottobre 2001   |                 |
| 7  | Jealous Robert          |                        | 5 novembre 2001   |                 |
| 8  | It's Supposed to Be Fun |                        | 12 novembre 2001  |                 |
| 9  | Older Women             |                        | 19 novembre 2001  |                 |
| 10 | Raybert                 |                        | 26 novembre 2001  |                 |
| 11 | The Kicker              |                        | 10 dicembre 2001  |                 |
| 12 | Season's Greetings      |                        | 17 dicembre 2001  |                 |
| 13 | Tissues                 |                        | 7 gennaio 2002    |                 |
| 14 | Snow Day                |                        | 14 gennaio 2002   |                 |
| 15 | Cookies                 |                        | 28 gennaio 2002   |                 |
| 16 | Lucky Suit              |                        | 4 febbraio 2002   |                 |
| 17 | The Skit                |                        | 25 febbraio 2002  |                 |
| 18 | The Breakup Tape        |                        | 4 marzo 2002      |                 |
| 19 | Talk to Your Daughter   |                        | 18 marzo 2002     |                 |
| 20 | A Vote for Debra        |                        | 25 marzo 2002     |                 |
| 21 | Call Me Mom             |                        | 29 aprile 2002    |                 |
| 22 | Mother's Day (1)        |                        | 6 maggio 2002     |                 |
| 23 | The Bigger Person (2)   |                        | 13 maggio 2002    |                 |
| 24 | The First Time (3)      |                        | 20 maggio 2002    |                 |